# جوب كاستيلو
جوب كاستيلو (بالإسبانية: Job Castillo)‏ هو لاعب كرة الريشة مكسيكي، ولد في 1 نوفمبر 1992.

## وصلات خارجية
- جوب كاستيلو على موقع BWF.tournamentsoftware.com (الإنجليزية)
- جوب كاستيلو على موقع BWFbadminton.com (الإنجليزية)
- جوب كاستيلو على موقع أوليمبيديا (الإنجليزية)